# Adelaide Milanollo

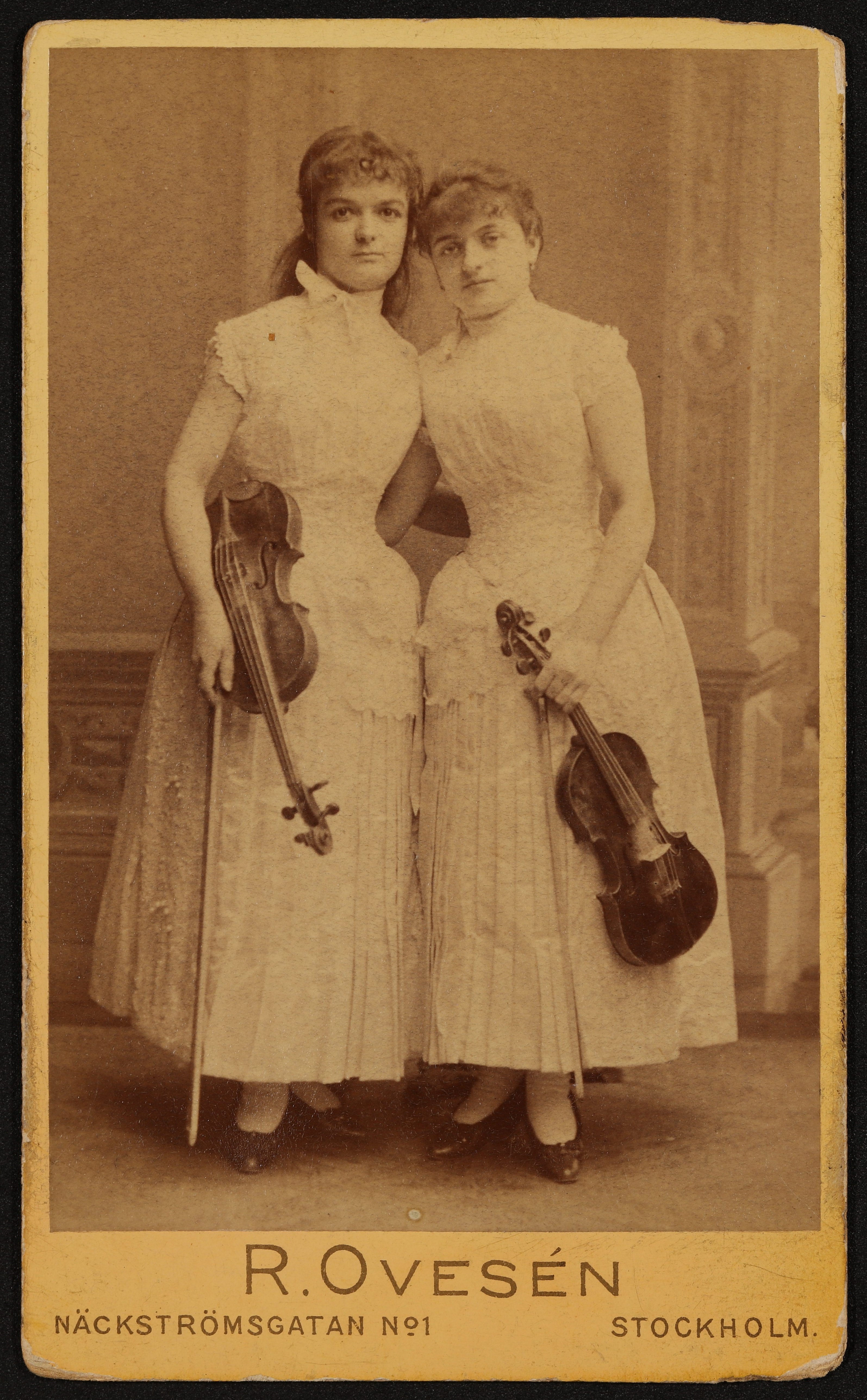
Adelaide (rechts) und Clotilde Milanollo in Stockholm, fotografiert im Atelier von Rasmus Ovesén

Marie Adelaide Milanollo (* 26. September 1870 in Cuneo, Italien; † 20. Dezember 1933 in Witten) war eine deutsche Violinistin und Musikpädagogin italienischer Herkunft.

## Leben und Werk
Adelaide Milanello wurde mit Clotilde Milanollo in den 1880er Jahren als „schwesterliches Violinvirtuosenduo“ bekannt. Sie waren beide Verwandte der berühmten Violinistinnen Teresa und Maria Milanollo. Sie waren keine Schwestern im leiblichen Sinne, sondern standen in einem Verwandtschaftsverhältnis von Tante und Nichte zueinander. Sie wurden jedoch ob der noch immer anhaltenden Popularität des Violinschwesternduos Teresa und Maria Milanollo aus den 1840er Jahren ebenfalls als Violine spielendes „Schwesternduo“ vermarktet.
Adelaide Milanollo wurde zunächst zusammen mit ihrer „Schwester“ Clotilde Milanollo von der Violinistin Teresa Milanollo ausgebildet und gefördert. Die „Schwestern“ studierten beide anschließend am Pariser Konservatorium bei Lambert Massart.
Im Anschluss an ihre Ausbildung traten sie dann ähnlich wie ihre Verwandten Teresa und Maria Milanollo als „schwesterliches“ Violinduo in Italien, Frankreich, Deutschland und Russland auf.
Bis 1907 wirkte Adelaide Milanollo als Violinlehrerin am Königlich-sächsischen Konservatorium in Dresden. Die Künstlerin hatte Bekanntheit unter anderem dadurch erlangt, dass sie 1888 vor Kaiser Wilhelm I. spielen durfte.
Sie war zunächst mit dem deutschen Schriftsteller Ernst Roeder verheiratet. Nach dessen Tod im April 1897 heiratete sie ihren Schwager, den Ingenieur Julius Roeder. 1907 zog das Ehepaar von Dresden nach Bous im Saarland um.
Über das weitere Leben von Adelaide Roeder-Milanollo ist kaum etwas bekannt. Sie starb am 20. Dezember 1933 im Alter von 63 Jahren im westfälischen Witten.